# Artemio Ocaña
Artemio Ocaña Bejarano (Macate, 5 de abril de 1893 - Lima, 11 de mayo de 1980) fue un escultor peruano.

## Biografía
Estudió en el Departamento de Bellas Artes de la Escuela Nacional de Artes y Oficios, donde fue discípulo del escultor genovés Líbero Valente. Egresó en 1915 y, ese mismo año, ganó el concurso promovido para erigir un monumento a Santa Rosa de Lima, el cual no llegó a ejecutarse. Con su primera obra, un busto en bronce titulado El Negro David, ganó la Medalla de Oro en escultura del concurso promovido por la Academia Concha (1917), escultura que también fue celebrada por el escritor y periodista Abraham Valdelomar. 
Debido a sus méritos, en 1919 recibió una beca para perfeccionar su arte en Roma. Bajo la dirección del profesor Ettore Ferrari, estudió en el Real Instituto Superior de Bellas Artes de dicha ciudad (1919-1922), donde fue aprobado cum laude, es decir, con el mayor calificativo. 
De regreso al Perú, fue nombrado, por resolución suprema, jefe del departamento de Bellas Artes de la Escuela Nacional de Artes y Oficios, cargo que desempeñó de 1922 a 1936. 
Es autor de diversas esculturas, bustos y placas conmemorativas que engalanan plazas y lugares públicos de Lima y otras ciudades del Perú.

## Obras destacadas
- Monumento al almirante Petit Thouars (1924), en la avenida del mismo nombre, en Lima. Medalla de oro otorgada por la Municipalidad Metropolitana de Lima (1924).
- Monumento al presidente Manuel Candamo (1926 o 1927), en el Parque Neptuno, Lima, en reemplazo de otra escultura que había sido dinamitada en 1913.
- Monumento a los defensores de la frontera: Conjunto monumental en homenaje a los caídos en la guerra contra Ecuador de 1941, inaugurado en el Campo de Marte (1943)
- Escultura al héroe nacional Francisco Bolognesi (1954), en la Plaza del mismo nombre, en el centro de Lima, en reemplazo de la escultura inaugurada en 1906. Copias del mismo existen en Tumbes y Puno.
- Monumento al mártir José Olaya
- Monumento al héroe Elías Aguirre Romero.
- Placas escultóricas en la fachada del antiguo Ministerio de Hacienda, en la avenida Abancay (hoy edificio de la Fiscalía de la Nación).
- Monumento a Cahuide, en Huancayo.
- Monumento a Juan Pablo Viscardo y Guzmán, en Pampacolca.

## Galería

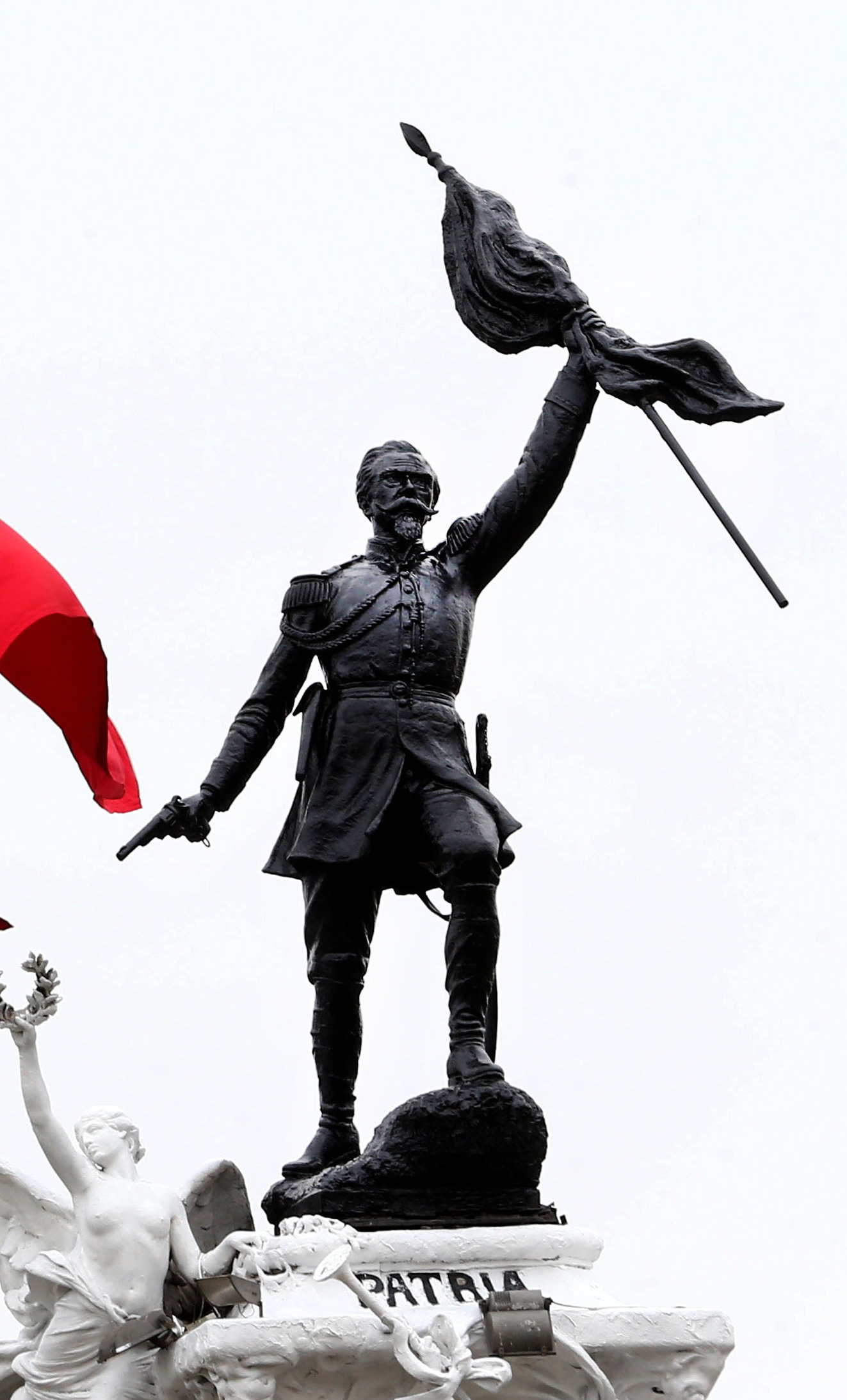
Estatua de Bolognesi en Lima
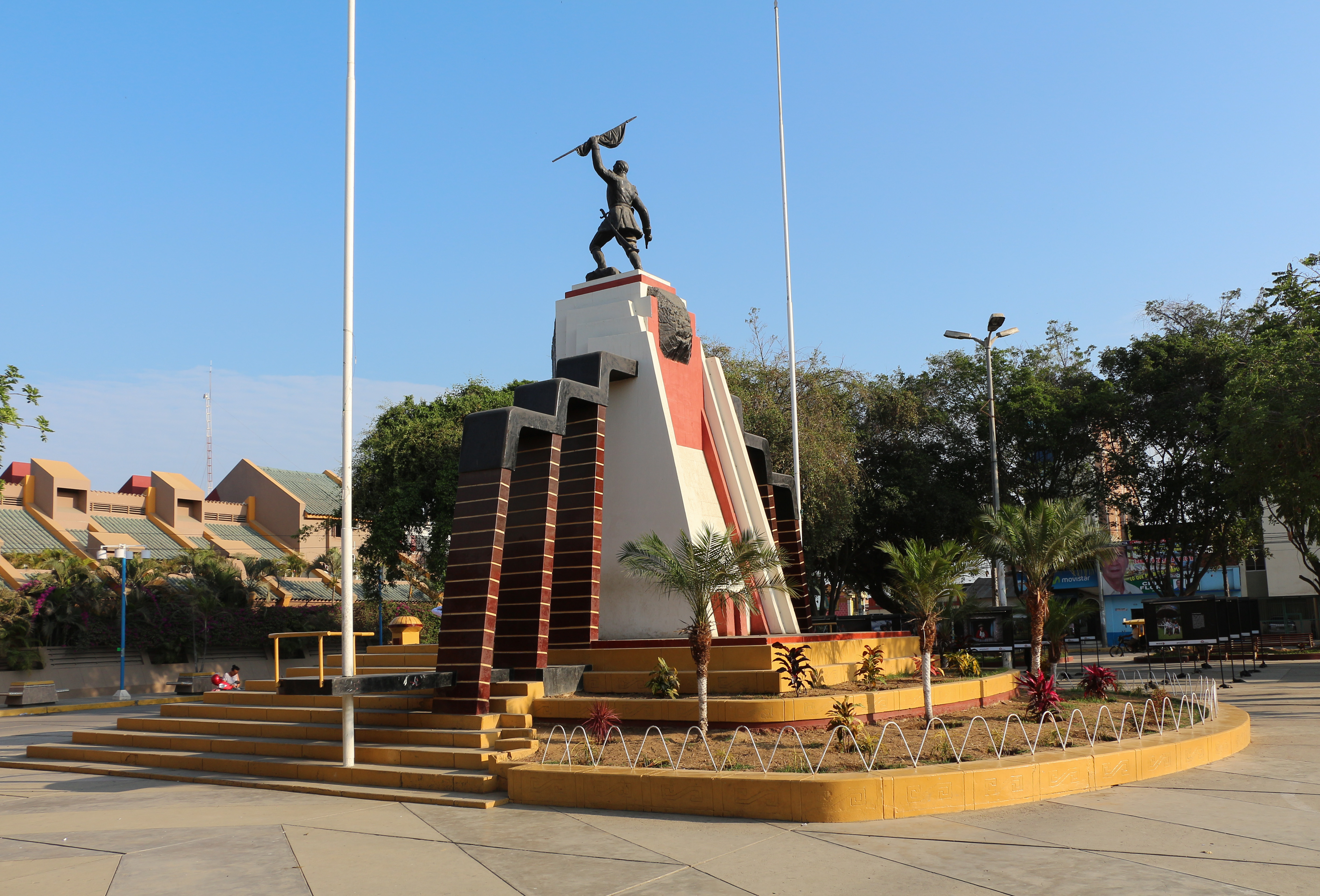
La misma estatua en Tumbes.
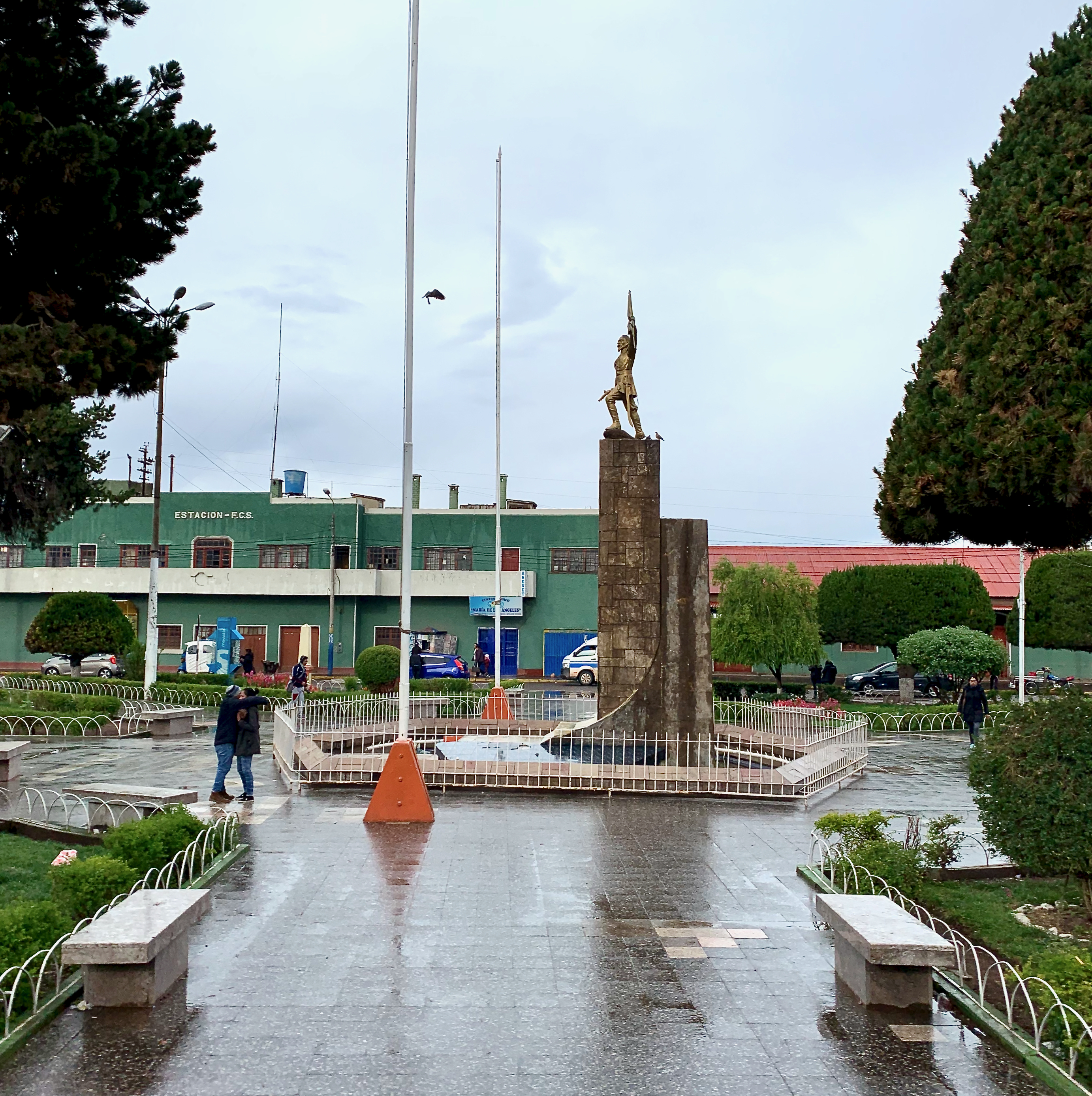
Copia de la estatua en Puno.
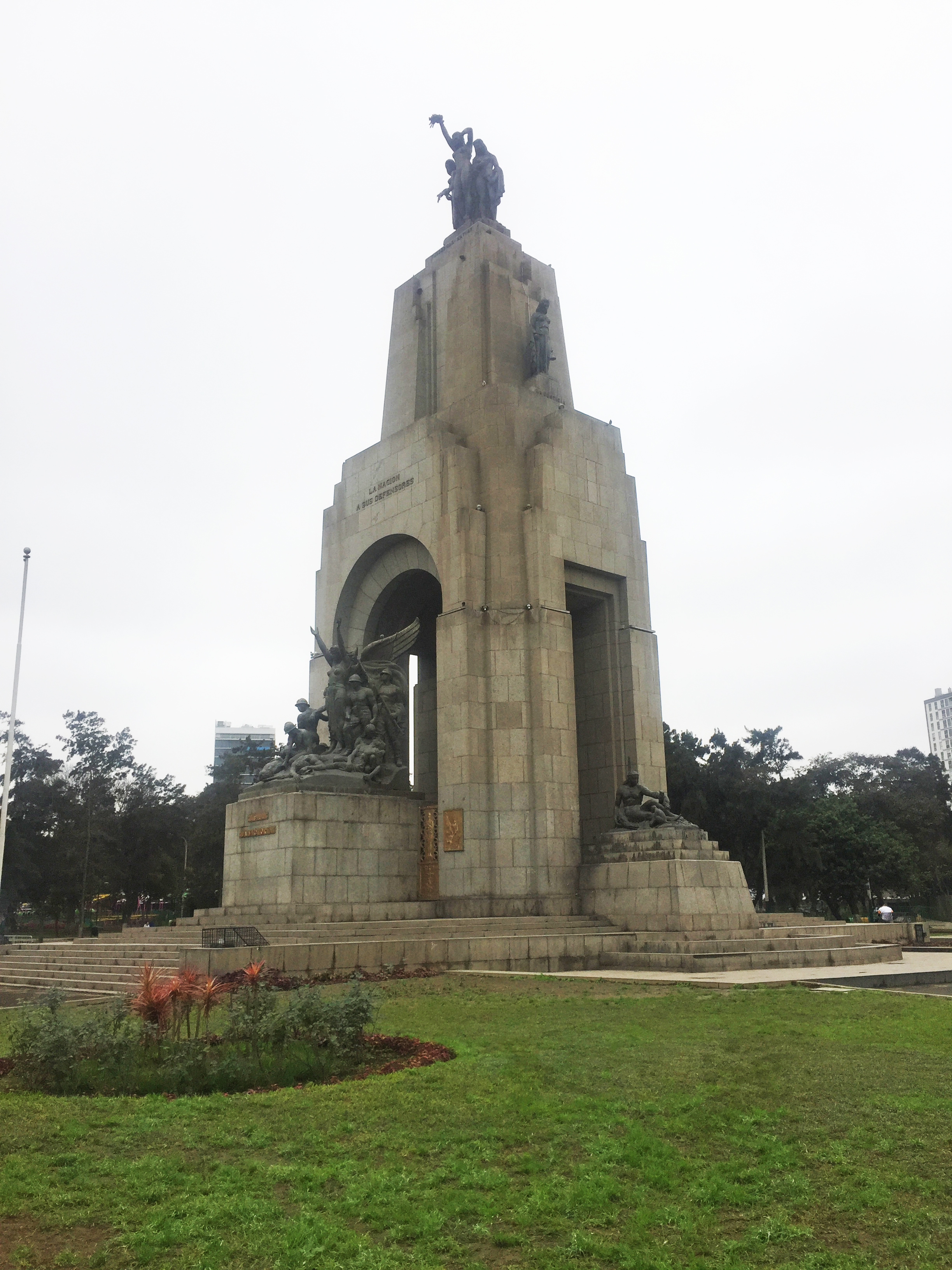
Monumento a los defensores de la frontera